# Wolfgang Krull
Wolfgang Krull (ur. 26 sierpnia 1899 w Baden-Baden, zm. 12 kwietnia 1971 w Bonn) – niemiecki matematyk. Zajmował się algebrą abstrakcyjną, a w szczególności: teorią grup, pierścieni i ciał.